# دوري كرة القدم الأمريكية 1955–56
دوري كرة القدم الأمريكية 1955–56 هو موسم من دوري كرة القدم الأمريكية ‏. فاز فيه Uhrik Truckers ‏.